# Le Louis XV
Le Louis XV – Alain Ducasse à l'Hôtel de Paris är en fransk gourmetrestaurang som är belägen inne i det femstjärniga lyxhotellet Hôtel de Paris i Monte Carlo i Monaco. Den ägs och drivs av det statliga tjänsteföretaget Société des bains de mer de Monaco (SBM).
Restaurangen grundades den 22 maj 1987 av den franske kocken Alain Ducasse efter att ha blivit uppmanad av fursten Rainier III av Monaco och SBM om att skapa en restaurang som skulle belönas med tre Michelinstjärnor inom de första 48 månaderna. Det tog dock bara 33 månader för Ducasse att klara uppgiften, den första hotell-baserade restaurangen att göra den bedriften.
Den har beskrivits som en av världens bästa restauranger av matskribenter.